# Kliková hřídel

Kliková hřídel (červeně) s písty a setrvačníkem

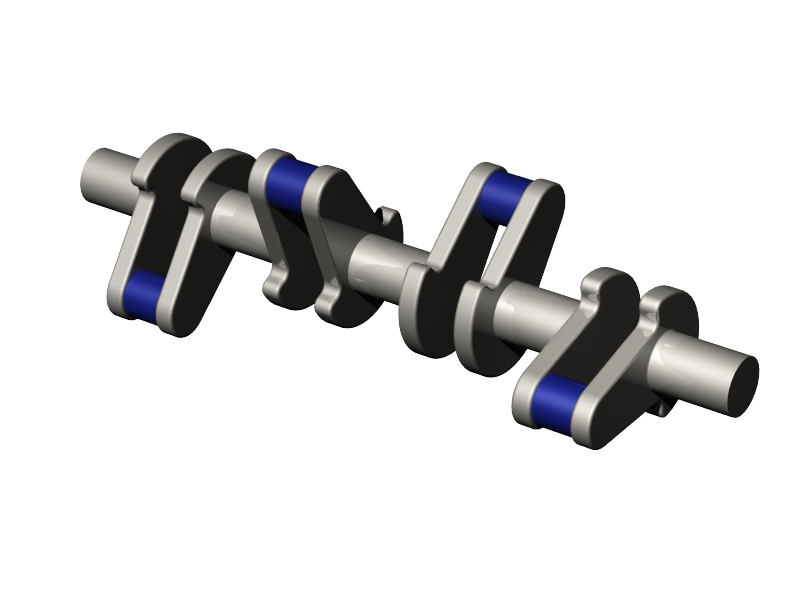
Ojniční čepy jsou vyznačeny modrou barvou

Kliková hřídel, případně klikový hřídel je technická součástka zařízení, sloužící k přeměně přímočarého vratného pohybu na rotační nebo naopak. Je to základní součást většiny pístových motorů a pístových čerpadel.
Je složena z krátkých, válcových čepů, navzájem pevně spojených rameny. Čepy, umístěné v ose otáčení hřídele se nazývají osové. Čepy, které jsou vůči této ose vyoseny, se nazývají klikové nebo ojniční. Na ojniční čepy se nasazují ojnice, proto ten název.
Přesazení čepů mohou být realizována v jedné rovině u ploché klikové hřídele, nebo ve více rovinách u prostorové klikové hřídele.

## Historie

Schema antické pily v Hierapolisu

Nejstarší známé zařízení převádějící rotační pohyb na přímočarý byla pila v Hierapolisu (dnes Turecko) ze 2. poloviny 3. století. Je vyobrazena ve formě reliéfu na sarkofágu tehdejšího mlynáře.
V Evropě byl klikový hřídel patentován pro pohon pily větrným mlýnem v roce 1597 v Nizozemsku, užití klikových hřídelů se od přelomu 16. a 17. století rozšiřovalo. V Německu byl klikový hřídel se třemi táhly použit pro čerpání solanky v roce 1612.

## Konstrukce a výroba
Konstrukci a výrobní postup konkrétní klikové hřídele ovlivňují:
- typ pístového stroje, pro který je určena;
- předváděcí podmínky pístového stroje (dosahované otáčky, tlak apod.);
- velikost výrobní série;
- požadované rozměry hřídele.

Kliková hřídel může být vyrobena z jednoho kusu materiálu odléváním nebo zápustkovým kováním s následným třískovým obráběním čepů. Takové řešení se používá pro menší pístové stroje.
Pro větší stroje se používá „montovaný hřídel“ z jednotlivých, zvlášť vyrobených částí. Jednotlivé části mohou být vyrobeny odléváním, ručním nebo zápustkovým kováním, lisováním a třískovým obráběním. Části jsou vzájemně spojeny zalisováním, svařením nebo šrouby.
Pro rychloběžné stroje (např. spalovací motor) obsahuje kliková hřídel navíc protizávaží naproti čepu ojnice, které slouží k dynamickému vyvážení setrvačných rotačních sil, případně i části posuvných hmot pístové skupiny (píst, ojnice, pístní čep, pístní kroužky). Kliková hřídel může být také ze stejných důvodů vyvažována jinou hřídelí, která má opačný směr otáčení. Toto řešení není třeba používat u víceválcových motorů (od tří válců výše), jejichž kliková křídel je dynamicky ideálně vyvážena.
Součástí konstrukčního řešení klikové hřídele jsou většinou i vnitřní kanálky, které slouží k rozvodu motorového oleje pro mazání ložisek hřídele a případné chlazení pístové skupiny. Jako ložiska se často používají kluzná ložiska, protože jsou trvanlivá a montáž kuličkových ložisek na klikovou hřídel je obtížná či nemožná. Kluzná ložiska však vyžadují dobré mazání, proto se u malých vozidlových dvoudobých motorů s plněním z klikové skříně, které se mažou olejem přidávaným do paliva, používají valivá ložiska, která jsou méně citlivá na horší mazání.

## Namáhání klikové hřídele
Kliková hřídel je během práce namáhána hlavně těmito silami a momenty:
- silami přenášenými jednotlivými ojnicemi;
- setrvačnými účinky těles rotujících s klikami;
- silami a momenty od torzního, ohybového a podélného kmitání;
- silami způsobenými výrobními nepřesnostmi a deformacemi podpěr ložisek nebo klikové skříně.

## Materiály
Klikové hřídele méně namáhaných strojů se vyrábějí z konstrukčních nebo ušlechtilých uhlíkových ocelí s pevností v tahu 500 až 700 MPa.
Pro vysokozatížené hřídele se používá ušlechtilá ocel s pevností v tahu nad 1000 MPa.
Odlévané hřídele se vyrábějí z šedé, legované, očkované, tvárné nebo temperované litiny.